# RS-508
Pour les articles homonymes, voir Route 508.
La RS 508 est une route locale du Nord-Ouest de l'État du Rio Grande do Sul qui relie la municipalité de Santa Bárbara do Sul, à la BR-158, sur le territoire de la commune de Palmeira das Missões. Elle dessert ces deux seules villes, et est longue de 51,720 km.